# Prosper Weil
Pour les articles homonymes, voir Weil.
Prosper Weil, né le 21 septembre 1926 à Strasbourg et mort le 3 octobre 2018 à Neuilly-sur-Seine, est un juriste français.
Professeur à l'université de droit Paris II Panthéon-Assas et membre de l'Académie des sciences morales et politiques de l’Institut de France, section « Législation, droit public et jurisprudence », il est l'un des co-auteurs des Grands arrêts de la jurisprudence administrative.

## Carrière universitaire
Auteur d’une thèse intitulée Les conséquences de l’annulation d’un acte administratif pour excès de pouvoir pour laquelle il obtient le Prix de thèse de la Faculté de droit de Paris, Prosper Weil est premier à l’agrégation de droit public en 1952. Il commence sa carrière dans les facultés de droit de Grenoble puis d'Aix-en-Provence Nice avant d'être nommé professeur à l'université de Paris en 1965.
Avec Marceau Long et Guy Braibant, il participe à la rédaction des Grands arrêts de la jurisprudence administrative, ouvrage initié par le vice-président du Conseil d'État René Cassin et le professeur à la faculté de droit de Paris, Marcel Waline. Il est l'auteur de nombreux ouvrages et articles en droit public et en droit international public, plus particulièrement en droit maritime.
Prosper Weil est également arbitre international et conseil devant la Cour internationale de justice de la Haye.
Il est membre de la Cour permanente d'arbitrage, président de l'Institut de droit international, membre du Comité supérieur d'études juridiques de la Principauté de Monaco dont il est le président à partir de 2004 . Il est membre (1980-1999) puis président (1989-1993) du Tribunal administratif de la Banque mondiale.
Il est directeur de l'Institut des hautes études internationales de l'université Paris II Panthéon-Assas. Son épouse Viviane est décédée en 2015.

## Distinctions
- 2001 : Médaille Manley Hudson (de)
- Grand officier de l'ordre de Saint-Charles Il est élevé à la dignité de grand officier le 18 novembre 2010[5].